# 博丹·乌里拉赫
博丹·乌里拉赫（捷克語：Bohdan Ulihrach，1975年2月23日—）是一位捷克職業網球運動員，1993年轉職業。

## 外部連結
- 博丹·乌里拉赫（英文/西班牙文）的官方資料
- 博丹·乌里拉赫的國際網球總會 職業／青少年 官方資料（英文）
- 博丹·乌里拉赫的官方資料（英文）